# Besançon villamosvonal-hálózata
Besançon villamosvonal-hálózata két vonalból álló, 14,5 km-es villamoshálózat Franciaországban, Besançonban. A városban 19 alacsonypadlós CAF Urbos 3 villamos közlekedik, az áramellátás felsővezetékről történik, a vontatási feszültség 750 volt egyenáram. A két vonalon összesen 31 megálló található. A tervek között szerepel további vonalak építése is, a következő átadása  2025-ben várható. A forgalmat 2014-ben napi 47 000 főre becsülték.

## Története
Besançonban az első lóvasút 1887-ben indult meg. Ezt váltotta fel 1897-ben a villamosüzem. A hálózat 1000 mm-es nyomtávolsággal épült ki. A második világháború súlyos károkat okozott a hálózatban, 1952-re a működése fenntarthatatlanná vált, ezért a közlekedést megszüntették, a villamosokat buszokkal pótolták. 2005-ben merült fel, hogy visszaépítik a villamost modernebb formában. Az új, immár 1435 mm-es két vonalból álló hálózaton 2014. augusztus 3-án indult meg.

## Járművek
A megújult hálózatra a spanyol CAF szállított 19 CAF Urbos 3 sorozatú modern, alacsonypadlós villamos. A villamosok legnagyobb sebessége 70 km/h, átlagsebességük 20 km/h.

## Képek

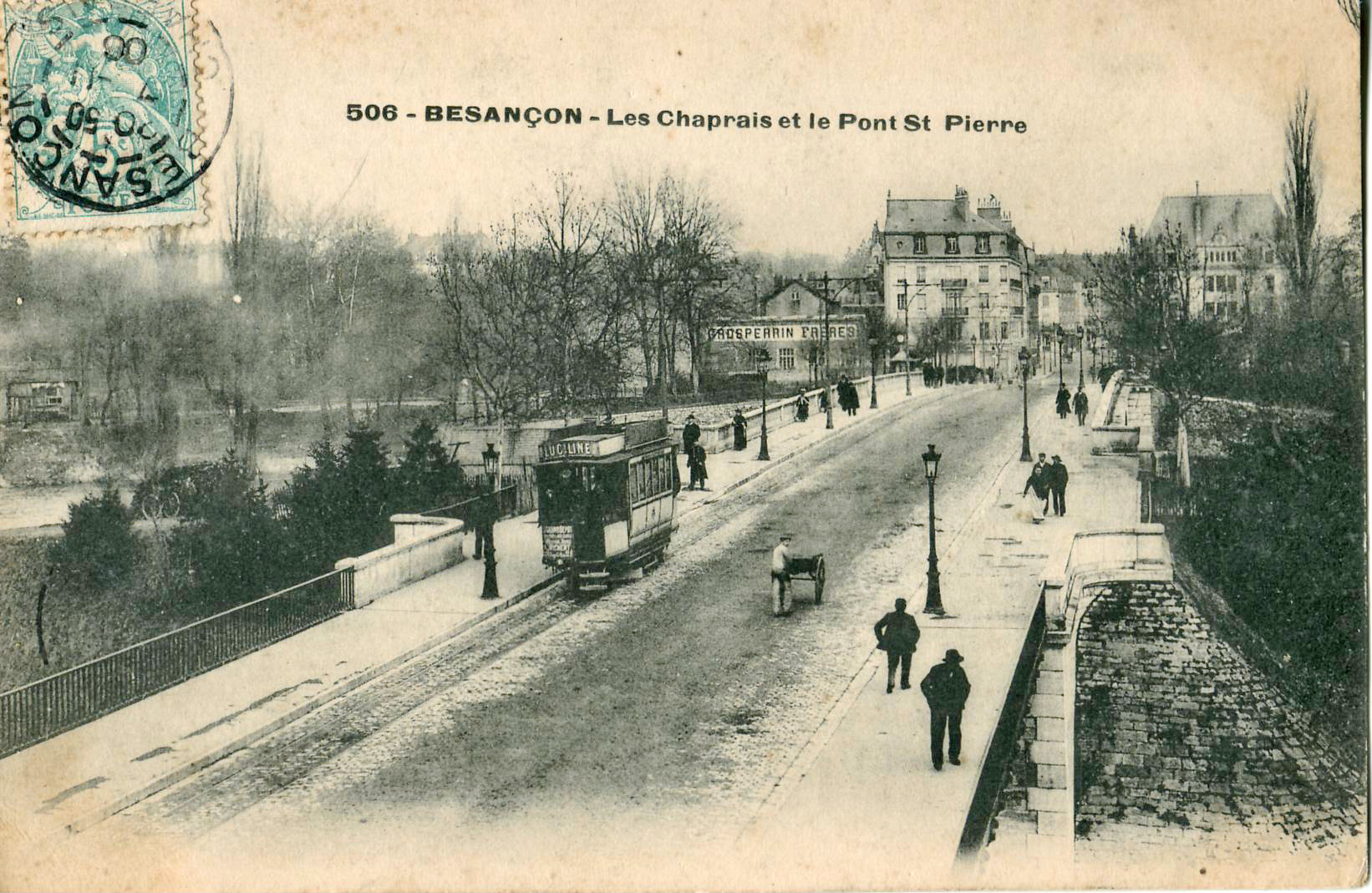
A villamos 1906-ban
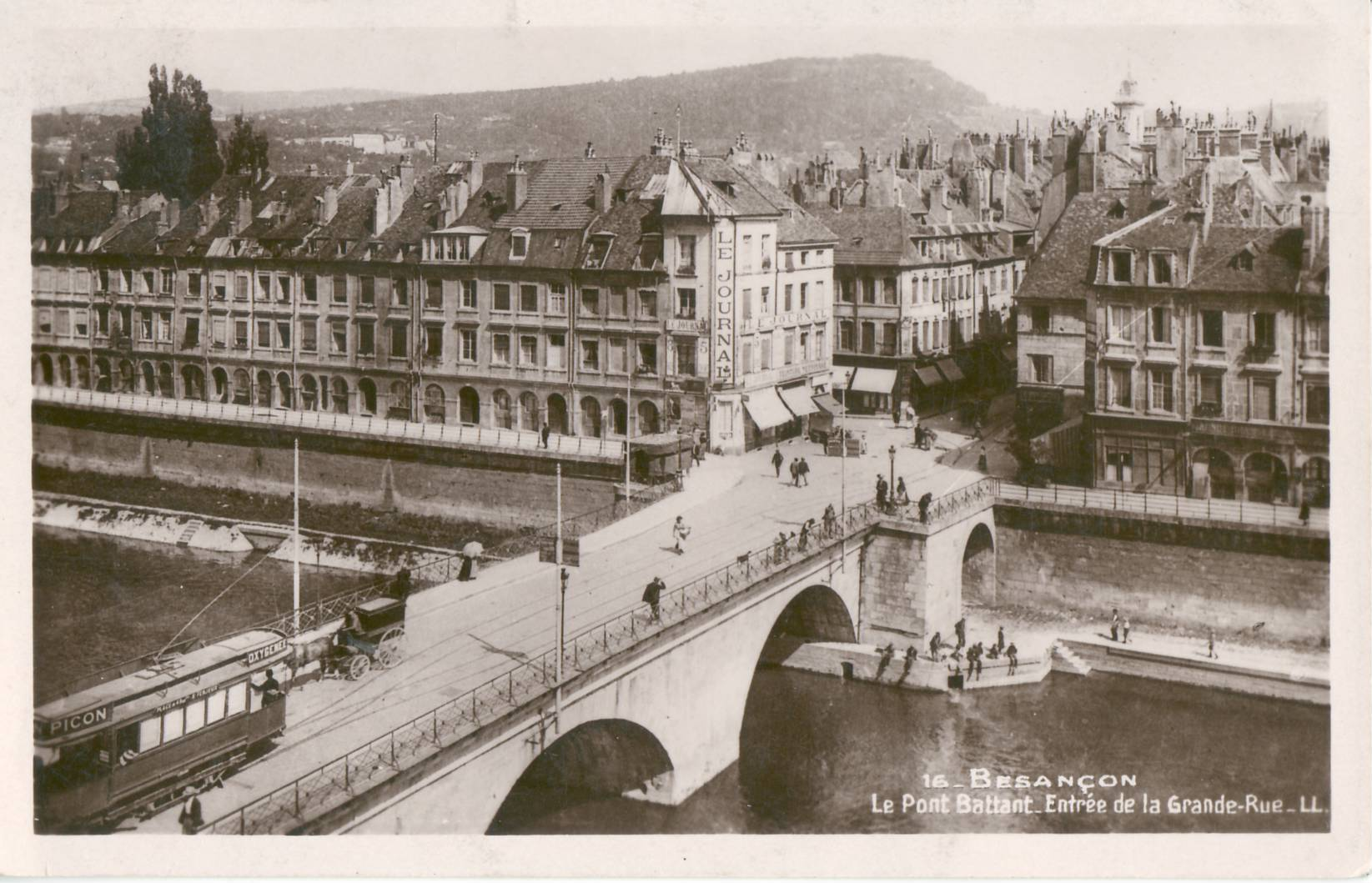
A villamos 1934-ben
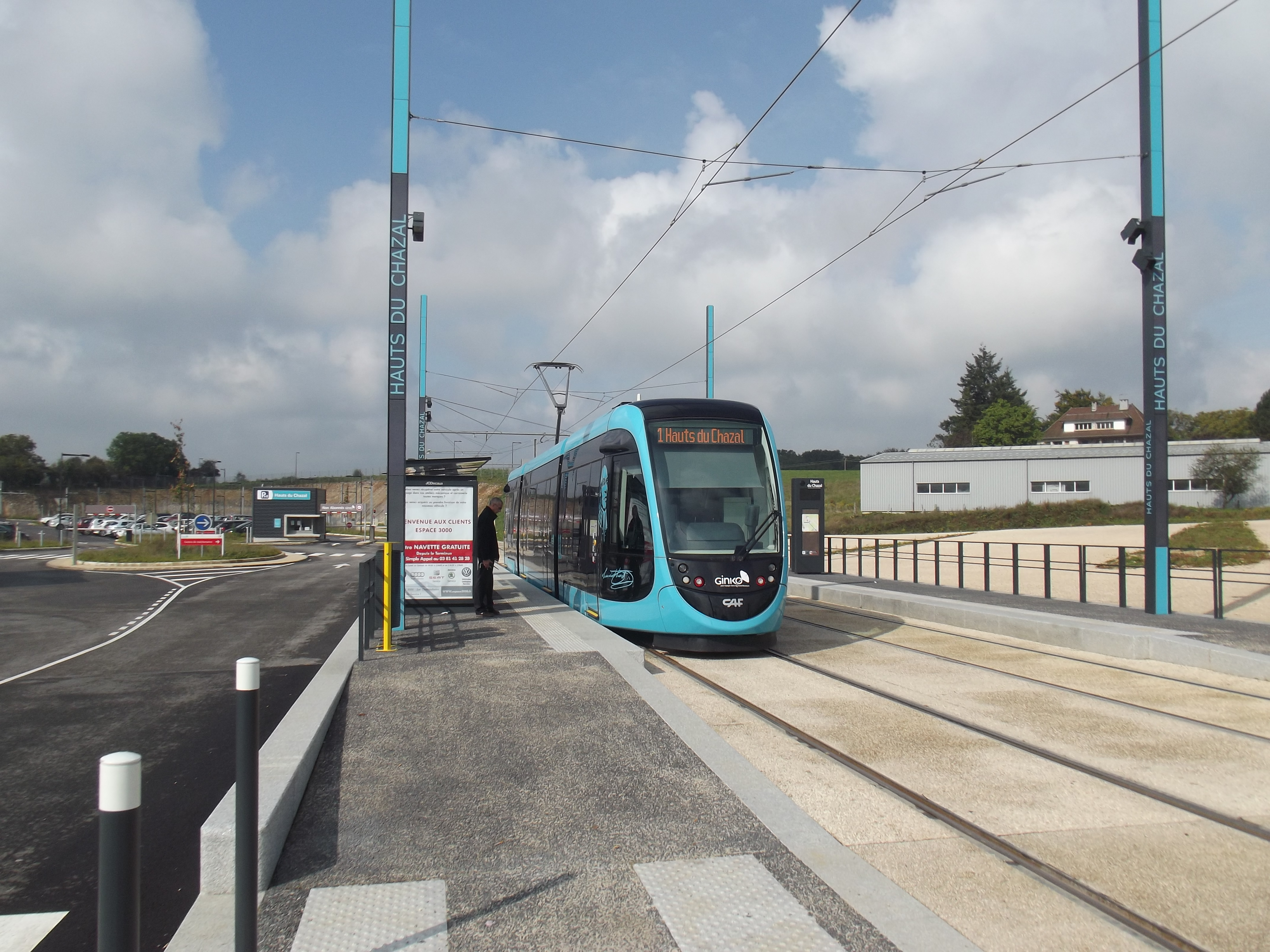
A villamos 2014-ben
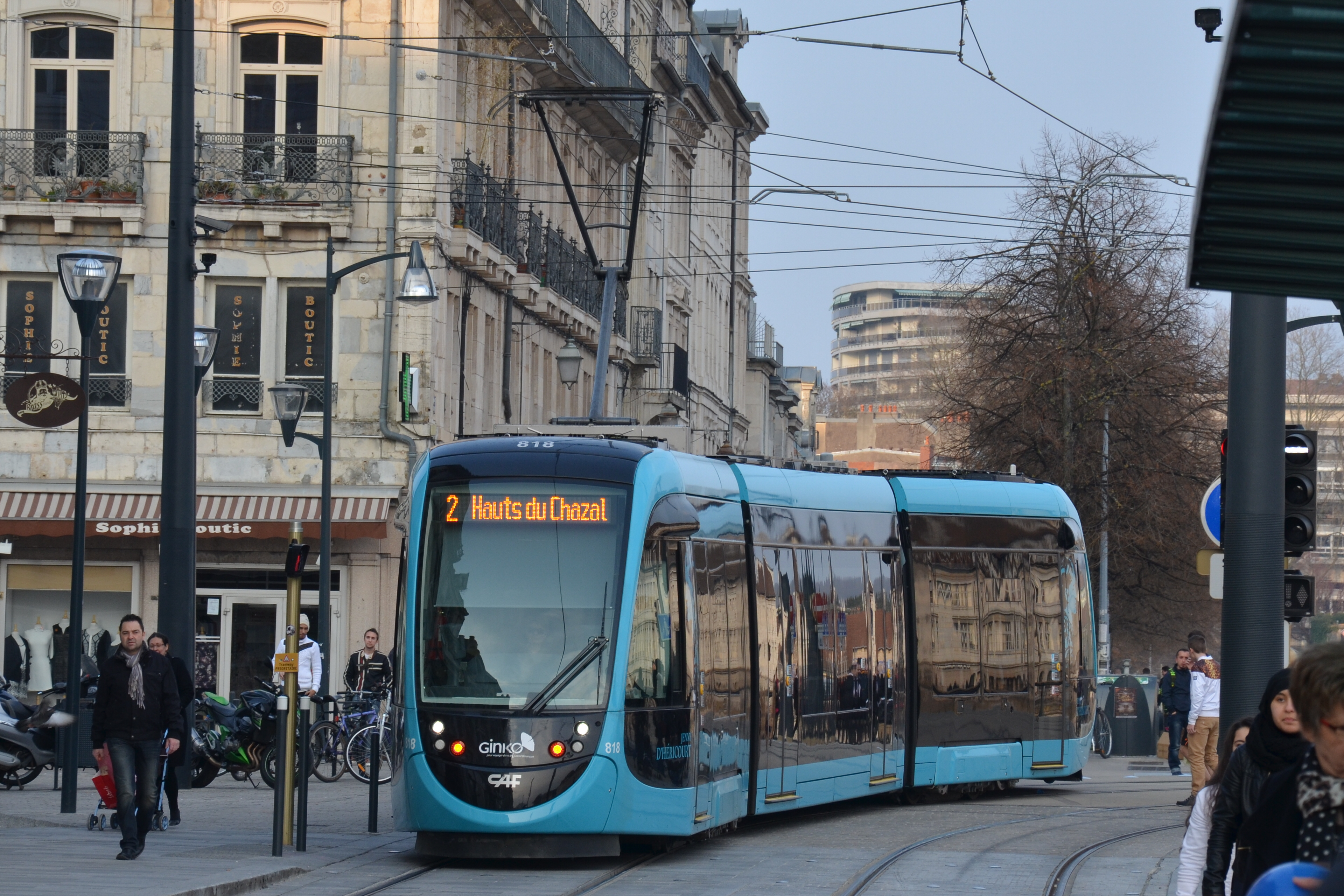
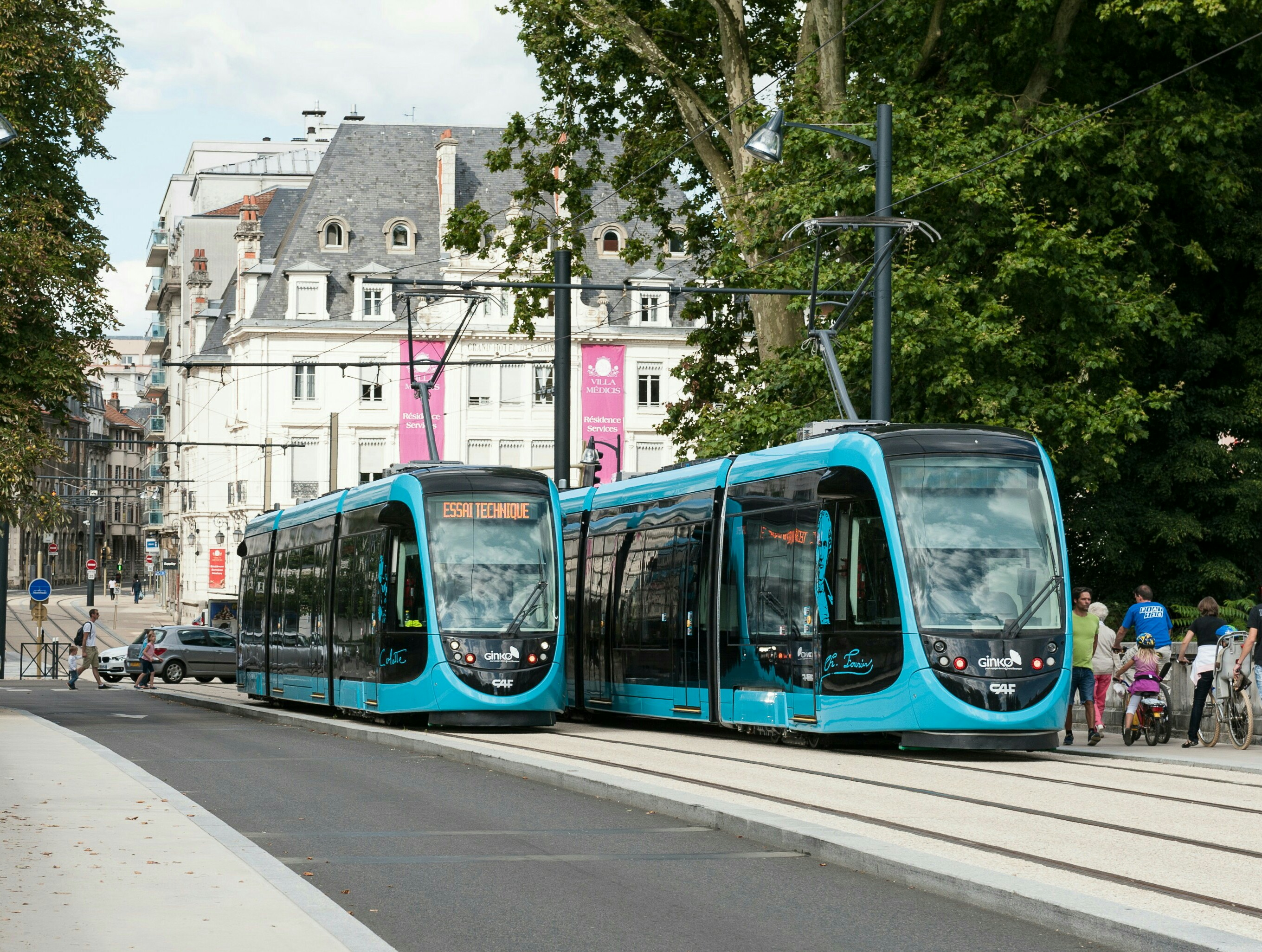
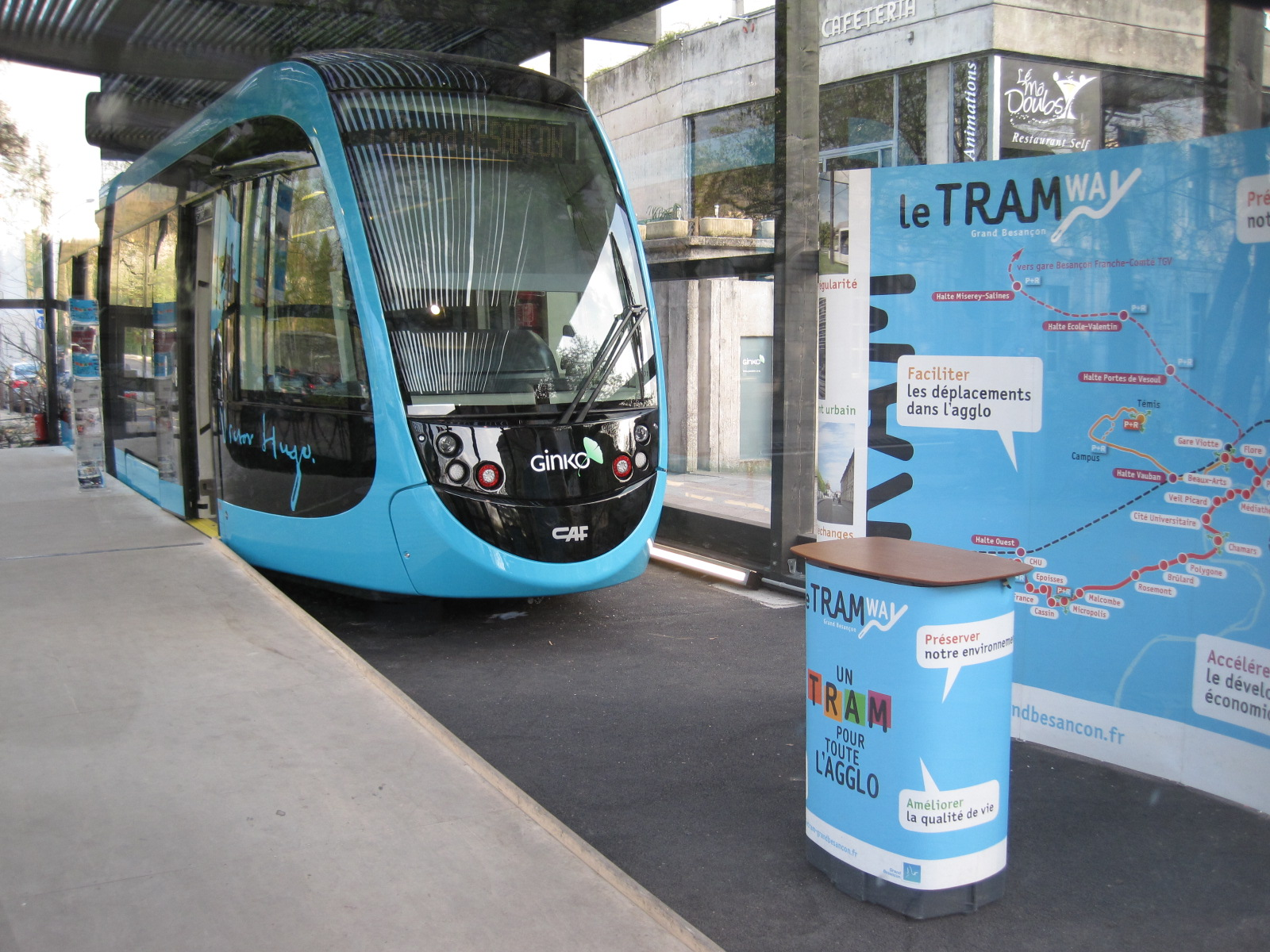
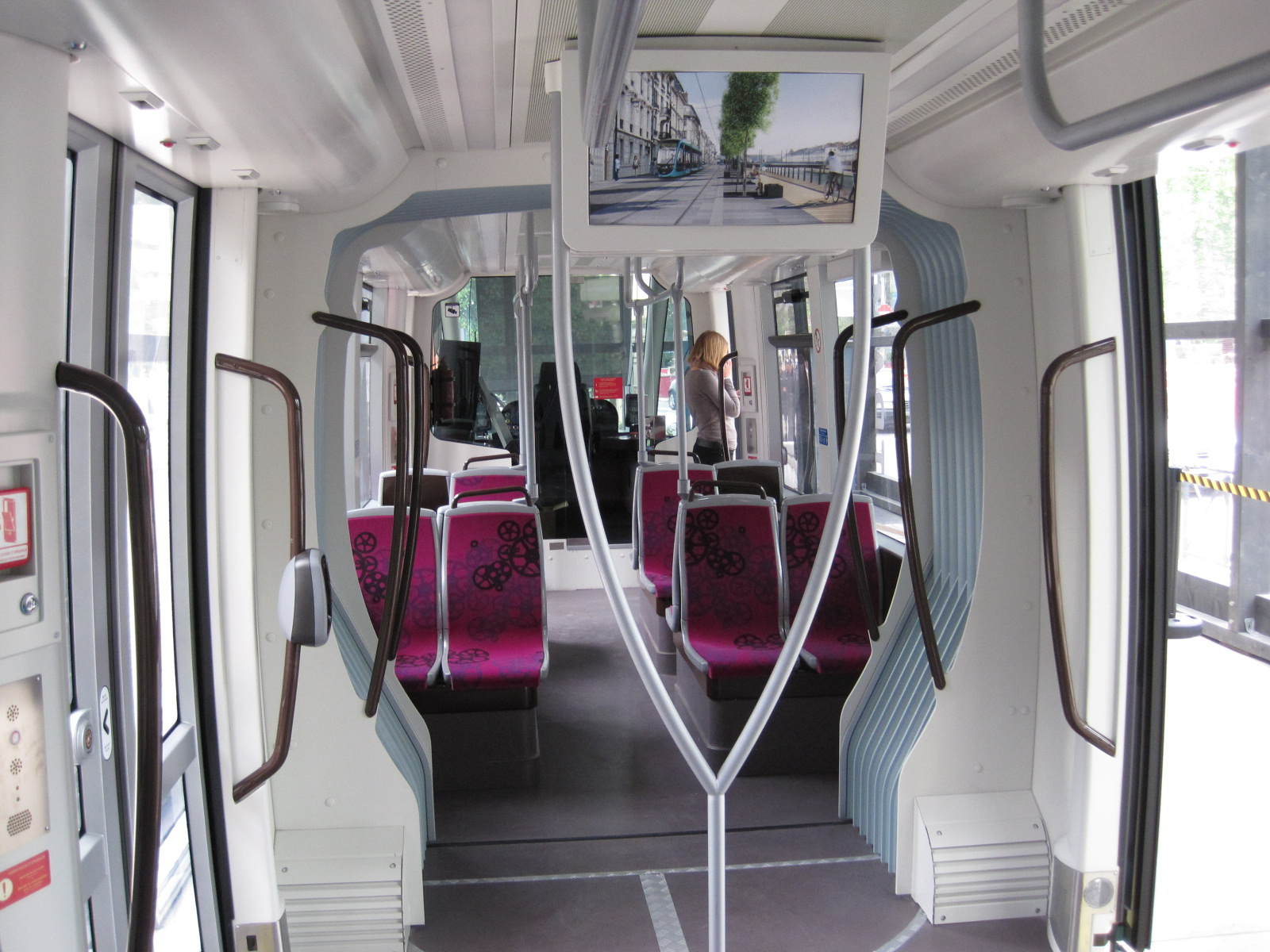
A mai villamos belső tere